# Joseph Pauli
Joseph Pauli (* 16. Dezember 1769 in Tachau; † 7. März 1846 in Linz) war ein österreichischer Geigenbauer in Linz.
Pauli wurde im Dezember 1769 in Tachov (deutsch: Tachau) im heutigen Tschechien geboren. Um 1798 wurde Pauli in Wien als Geigenbauer nachgewiesen. Vermutlich war er hier als Schüler des Geigenbauers Johann Georg Thir tätig. Die Wiener Geigenbauer hatten im selben Jahr Pauli angezeigt, weil er das Geigenhandwerk unerlaubt betrieben habe. Er zog daraufhin nach Linz, wo er ab 1805 nachweisbar ist. Er erlangte dort 1812 das Bürgerrecht und die „Geigenmachergerechtigkeit“.